# Badminton bei den Island Games
Seit 1985 und somit seit der Einführung der Spiele gehört Badminton bei den Island Games zum Programm. Bei der Austragung der Island Games 2007 fand jedoch kein Badmintonturnier statt.

## Die Sieger
| Jahr | Herreneinzel             | Dameneinzel              | Herrendoppel                            | Damendoppel                                   | Mixed                                             | Team                     |
| ---- | ------------------------ | ------------------------ | --------------------------------------- | --------------------------------------------- | ------------------------------------------------- | ------------------------ |
| 1985 | Mark Leadbeater          | Sally Podger             | Steve Watson Ian Coombs-Goodfellow      | Sally Podger Wendy Luxton                     | Steve Watson Jean Lawson                          | Guernsey                 |
| 1987 | Jimmy McKenna            | Sally Podger             | Ármann Þorvaldsson Guðmundur Adolfsson  | Sally Podger Wendy Luxton                     | Steve Watson Jean Lawson                          | Guernsey                 |
| 1989 | Ármann Þorvaldsson       | Þórdís Edwald            | Ármann Þorvaldsson Snorri Ingvarsson    | Jean Lawson Sally Adams                       | Steve Watson Jean Lawson                          | Island                   |
| 1991 | Jimmy McKenna            | Guðrún Júlíusdóttir      | Jimmy McKenna Mark Leadbeater           | Wendy Trebert Sarah Le Moigne                 | Steve Watson Sally Adams                          | Guernsey                 |
| 1993 | Darren Le Tissier        | Elsa Nielsen             | Darren Le Tissier Ifthi Wangsa          | Nichola Hutchins Sharon Hutchins              | Darren Le Tissier Bridget Hunt                    | nicht ausgetragen        |
| 1995 | Mark Leadbeater          | Elizabeth Cann           | Darren Le Tissier Mark Leadbeater       | Elizabeth Cann Danielle Le Feuvre             | Mark Leadbeater Sarah Le Moigne                   | Jersey                   |
| 1997 | Glenn MacFarlane         | Elizabeth Cann           | Glenn MacFarlane Mark Leadbeater        | Elizabeth Cann Danielle Le Feuvre             | Mark Leadbeater Sarah Le Moigne                   | Jersey                   |
| 1999 | Darren Le Tissier        | Danielle Le Feuvre       | Darren Le Tissier Glenn MacFarlane      | Kerry Duffin Danielle Le Feuvre               | Glenn MacFarlane Sarah Le Moigne                  | nicht ausgetragen        |
| 2001 | Glenn MacFarlane         | Kerry Duffin             | Glenn MacFarlane Paul Le Tocq           | Kerry Duffin Krystle Matthews                 | Glenn MacFarlane Sarah Le Moigne                  | Guernsey                 |
| 2003 | Darren Le Tissier        | Elena Johnson            | Darren Le Tissier Kevin Le Moigne       | Sarah Garbutt Sally Wood                      | Darren Le Tissier Wendy Trebert                   | Guernsey                 |
| 2005 | Bror Madsen              | Mariana Agathangelou     | Anton Kriel Christopher Cotillard       | Mariana Agathangelou Kerry Coombs-Goodfellow  | Christopher Cotillard Mariana Agathangelou        | Jersey                   |
| 2007 | kein Badmintonwettbewerb | kein Badmintonwettbewerb | kein Badmintonwettbewerb                | kein Badmintonwettbewerb                      | kein Badmintonwettbewerb                          | kein Badmintonwettbewerb |
| 2009 | Frederik Elsner          | Sigrun Smith             | Aksel Poulsen Bjartur Lamhauge          | Gayle Lloyd Kiara Green                       | Christopher Cotillard Kimberly Ashton             | Färöer                   |
| 2011 | Joshua Green             | Anna Showan              | Niclas Højgaard Eysturoy Aksel Poulsen  | Gayle Lloyd Kiara Green                       | Paul Le Tocq Sarah Garbutt                        | Guernsey                 |
| 2013 | Paul Le Tocq             | Elena Johnson            | Bror Madsen Taatsi Pedersen             | Cristen Callow Kimberley Clague               | Niclas Højgaard Eysturoy Rannvá Djurhuus Carlsson | Guernsey                 |
| 2015 | Mark Constable           | Rannvá Djurhuus Carlsson | Bror Madsen Jens Frederik Nielsen       | Kimberley Clague Cristen Marritt              | Bjorn Erikson Caroline Gate                       | Jersey                   |
| 2017 | Mark Constable           | Jessica Li               | Albert Navarro Comes Eric Navarro Comes | Kimberley Clague Jessica Li                   | Ove Toennes Svejstrup Elena Johnson               | Guernsey                 |
| 2019 | Eric Navarro             | Getter Saar              | Albert Navarro Comes Eric Navarro Comes | Kimberley Clague Jessica Li                   | Jordan Trebert Emily Trebert                      | Grönland                 |
| 2023 | Jens Frederik Nielsen    | Sara Jacobsen            | Magnus Dal-Christiansen Fai Yin Wong    | Kimberley Clague Jessica Li                   | Fai Yin Wong Mia Thorkildshøj                     | Färöer                   |
| 2025 | Rúni Øster               | Miriam í Grótinum        | Magnus Dal-Christiansen Rúni Øster      | Bjarnhild í Buð Justinussen Miriam í Grótinum | Rúni Øster Miriam í Grótinum                      | Grönland                 |